# Baroch
Baroch je přírodní rezervace jižně až jihozápadně od obce Hrobice v okrese Pardubice. Oblast spravuje Krajský úřad Pardubického kraje.

## Důvod ochrany
Důvodem ochrany je zazemněný rybník, přilehlé rákosiny, lesní a luční společenstva, ornitologická lokalita.

## Poloha
Prostor rezervace se nachází jen několik set metrů jižně až jihozápadně od zástavby obce Hrobice, ze které vede k jejímu severnímu okraji lesní cesta. Na východě jeho hranice kopíruje silnici II/324, západní výspa leží v nevelké vzdálenosti od silnice I/37. Obě spojují Pardubice a Hradec Králové. Jižní hranice je vedena v souběhu se žlutě značenou turistickou trasou 7322 vedoucí z nedaleké Kunětické hory na nádraží ve Stéblové.

## Fauna
V rezervaci bylo nalezeno 16 druhů sladkovodních měkkýšů (14 druhů plžů a 2 druhy mlžů).

## Galerie

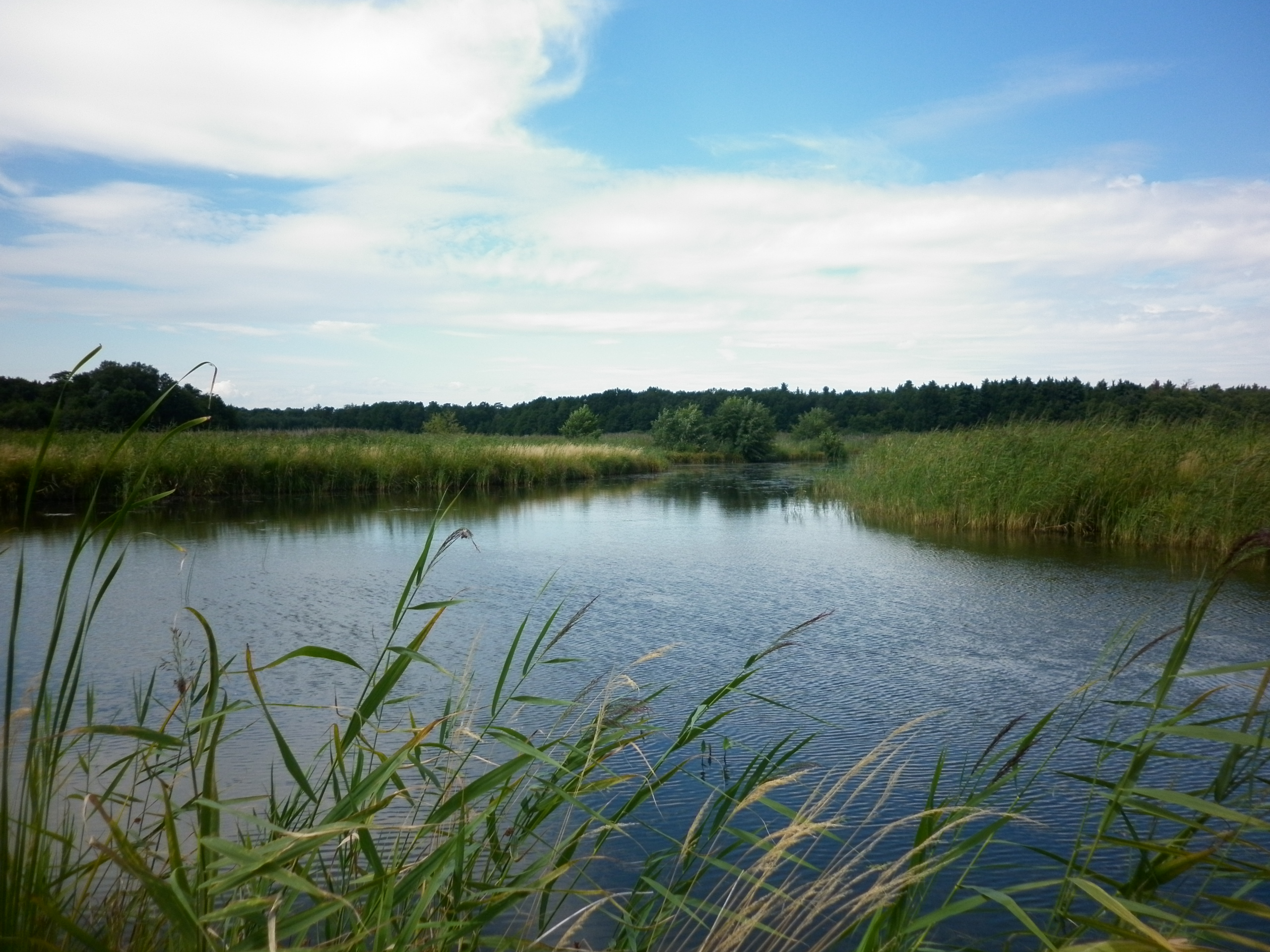
Na některých místech je stále vytvořena vodní hladina, jiná jsou zazemněná
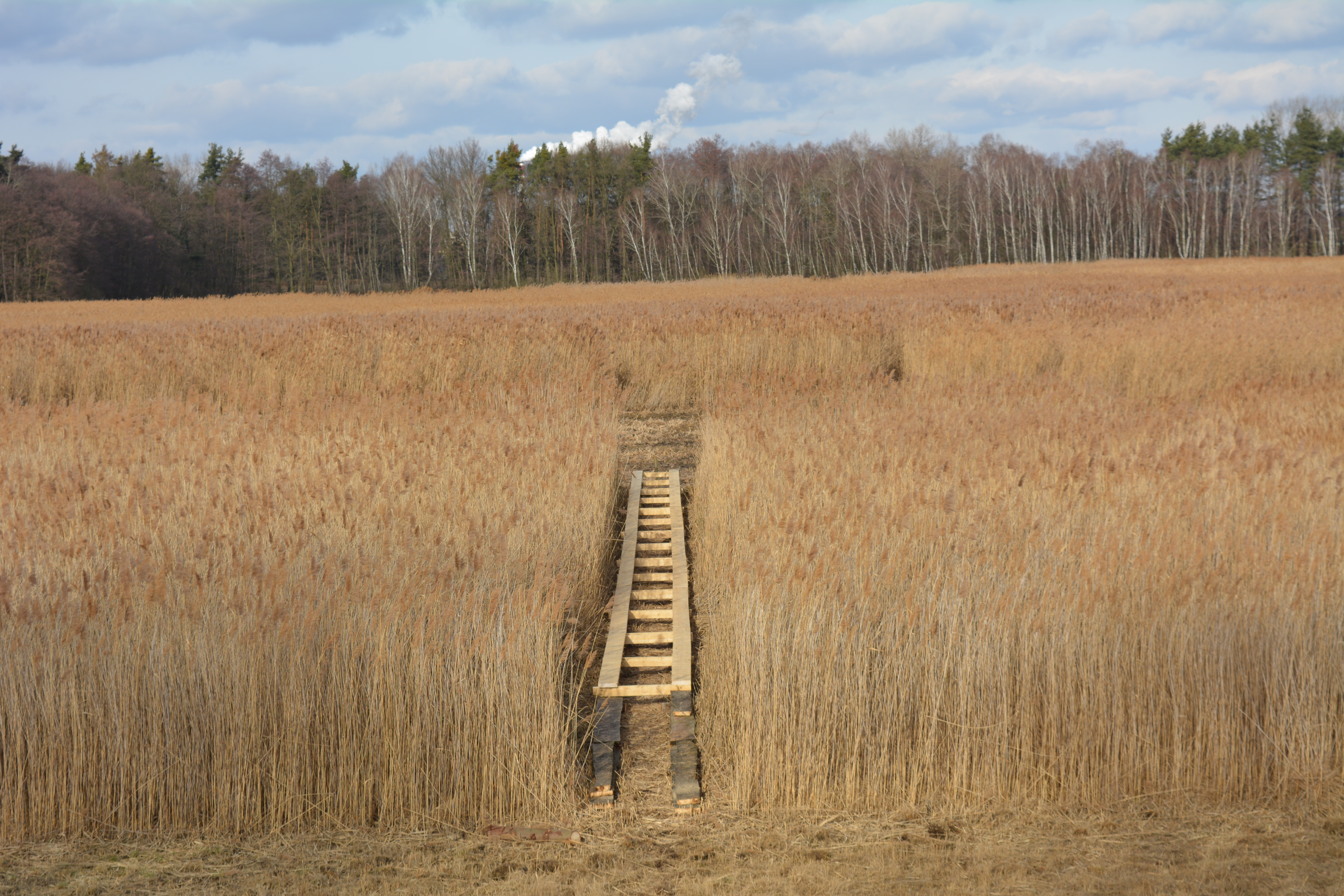
Nový vstup do rákosového porostu
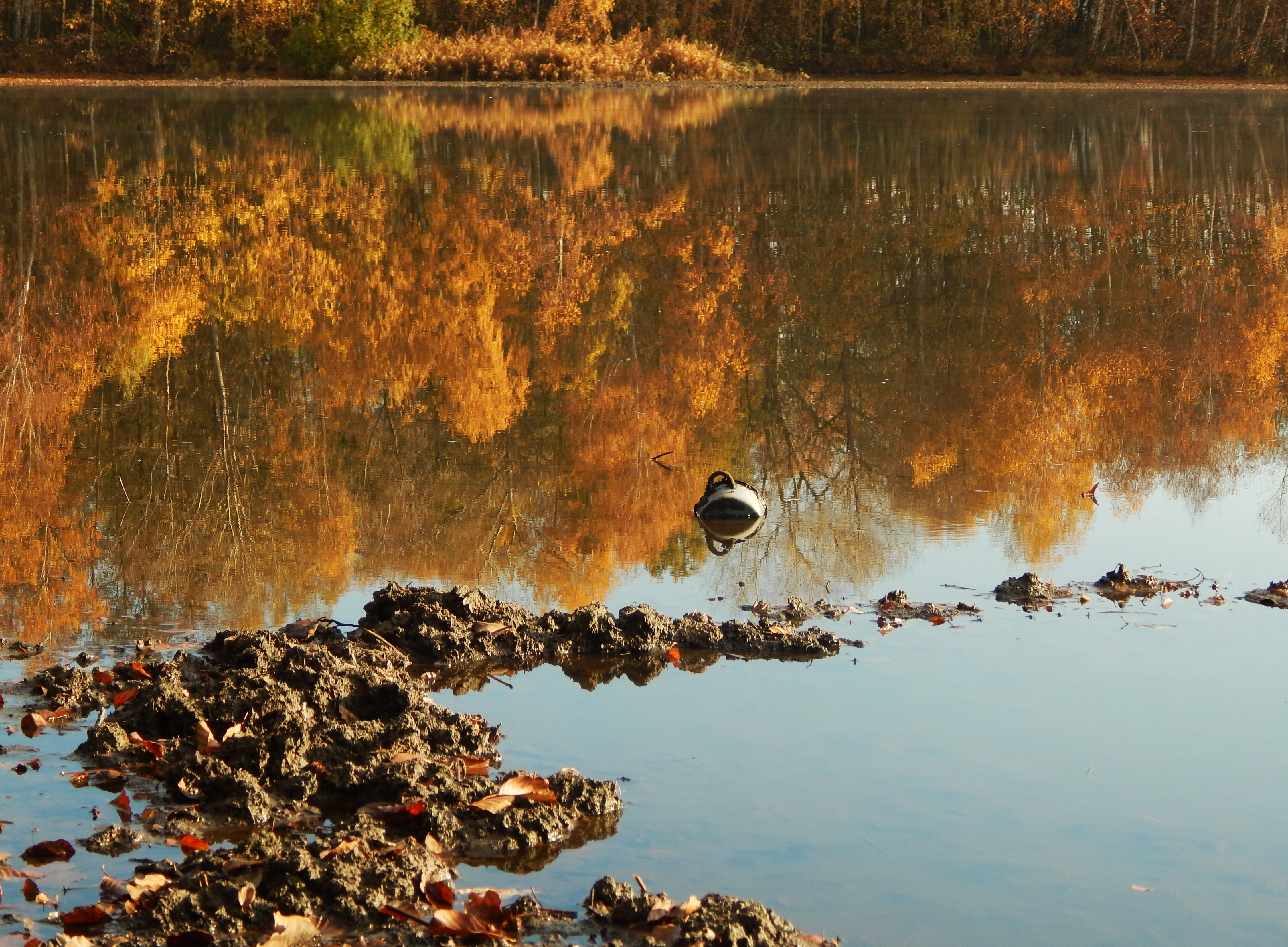
Baroch